# (22827) Arvernia
(22827) Arvernia est un astéroïde de la ceinture principale.

## Description
(22827) Arvernia est un astéroïde de la ceinture principale. Il fut découvert par Thierry Pauwels le 8 septembre 1999 à Uccle. Il présente une orbite caractérisée par un demi-grand axe de 2,32 UA, une excentricité de 0,138 et une inclinaison de 6,71° par rapport à l'écliptique.
Il fut nommé en référence à l'Auvergne, région de France, dont Arvernia est le nom latin.

## Compléments